# Dag Rune Langehaug
Dag Rune Langehaug (1965) è un dirigente sportivo ed ex sciatore alpino norvegese.

## Biografia
Specialista delle prove veloci, Langehaug vinse la medaglia d'argento ai Campionati norvegesi nel 1986; non prese parte a rassegne olimpiche né ottenne piazzamenti in Coppa del Mondo o ai Campionati mondiali. Dopo il ritiro è divenuto presidente del Bærums SK.

## Palmarès

### Campionati norvegesi
- 1 medaglia (dati dalla stagione 1985-1986):
  - 1 argento (discesa libera[senza fonte] nel 1986)